# Conflicto limítrofe entre Colombia y Perú de 2024-2025
El conflicto limítrofe entre Colombia y Perú de 2024-2025 hace referencia a una crisis diplomática iniciada desde 2024 por los límites entre ambos países con respecto a la isla Santa Rosa, la cual surgió en la década de 1970 por una fragmentación en la parte sur de la isla Chinería.

## Contexto
La isla Santa Rosa se encuentra ubicada en el río Amazonas, frente la ciudad colombiana de Leticia y la ciudad brasileña de Tabatinga. Surgió en la década de 1970 como parte de la Isla Chinería, asentándose en el lugar un poblado que pasó a llamarse Santa Rosa en honor a Santa Rosa de Lima, patrona de la Guardia Civil del Perú. Este nombre acabó extendiéndose a toda la isla.
La isla no aparece mencionada en el histórico Tratado Salomón-Lozano de 1922. La primera documentación peruana conocida sobre ella asegura que es una prolongación natural de la isla Chinería, que fue asignada al Perú en 1929 por la Comisión Mixta Demarcadora, en aplicación del tratado de 1922.
En 1993, un estudio elaborado por la Universidad Nacional de Colombia reportó que el caudal del río se estaba desviando hacia el Perú advirtiendo que el 70% fluía por canales peruanos mientras que el 30% restante en canales colombianos. Debido a ello, la ciudad de Leticia quedaría afectada siendo que, para el año 2030, el río dejaría de pasar por dicha ciudad y, por ende, Colombia quedaría sin acceso al río Amazonas. Sin embargo, a pesar de las advertencias, el gobierno colombiano no tomó medidas concretas ante dicha situación.

## Acontecimientos

### Incidente de julio de 2024
El 8 de julio de 2024, durante la Primera Mesa Técnica de Seguridad en las Fronteras organizada en la ciudad de Leticia, Diego Cadena, funcionario del ministerio de relaciones exteriores de Colombia, interrumpió al alcalde de Santa Rosa, Iván Yovera, diciéndole que «el régimen de la isla Santa Rosa no está definido entre los gobiernos de Colombia y Perú. Legalmente - me toca decirlo - usted puede hablar como representante del gobierno de Perú, pero si es como alcalde de una isla, tengo que decir que es una isla nueva, no asignada y ocupada irregularmente por el Perú» reiterándole que hable como representante del Perú. Ante ello, Yovera y los demás representantes peruanos presentes en dicha reunión se retiraron.
Al estallar el escándalo, el ministerio de relaciones exteriores de Perú rechazó tales declaraciones reafirmando la soberanía peruana en la referida isla además de respaldar a las autoridades de la isla y convocar al Encargado de Negocios de Colombia para entregarle una nota de protesta. Yovera, mientras tanto, declaró que Colombia tenía intenciones expansionistas y que en el año 2014 había denunciado tal situación a las autoridades centrales, pero que no fue tomado en cuenta. Mencionó, además, la falta de infraestructura, que el proceso de convertir en distrito a Santa Rosa estaba en trámite siendo, en dicho momento, un centro poblado y solicitó la presencia de la presidenta Dina Boluarte en el sitio.
Posteriormente, el 11 de julio, la cancillería colombiana sacó un comunicado donde lamentó el incidente y detalló que «a través de canales diplomáticos mantenemos abierto el diálogo para abordar los asuntos técnicos sobre el río Amazonas». Por su parte, el 16 de julio, Jorge Chávez Silvano, gobernador regional de Loreto, declaró ante RPP que, tras un diálogo con Javier González-Olaechea, canciller peruano, se acordó el inicio del proceso de creación del distrito de Santa Rosa.

### Creación del distrito de Santa Rosa de Loreto
Tras el incidente, el gobierno peruano presentó ante el congreso el Proyecto de Ley 11278/2024-PE, donde se plantea la creación del distrito de Santa Rosa de Loreto. El 29 de mayo de 2025, la Comisión de Descentralización del congreso aprobó, por unanimidad, la creación del distrito. El 12 de junio, Eduardo Salhuana, presidente del congreso, firmó la autógrafa de ley. Luego de ello, pasó al poder ejecutivo para su promulgación. El 3 de julio, se promulgó la Ley N° 32403, donde se crea el distrito de Santa Rosa de Loreto, que incluye la Isla Santa Rosa, con capital en el centro poblado Santa Rosa que pasó a ser capital distrital.
El gobierno colombiano emitió las notas S-GFTC-25-21238 (20 de junio) y S-DVRE-25-010505 (3 de julio), siendo ambas rechazadas por el gobierno peruano mediante la Nota RE (VMR) N° 6/116 del 4 de julio.

### Acusación de Gustavo Petro
El 5 de agosto de 2025, Petro acusó al Perú de "copar territorio de Colombia" a través de una publicación en X, luego de ser acusado de trasladar a Leticia la conmemoración de la batalla de Boyacá por los bloqueos mineros en dicha zona. En su publicación, Petro escribió que el Perú se había apropiado de dicha isla "por ley y poner la capital de un municipio en un terreno que, por el tratado [de Río de Janeiro de 1934], debe pertenecer a Colombia", añadiendo que su "gobierno usará, antes que nada, los pasos diplomáticos para defender la soberanía nacional". La cancillería colombiana, mediante comunicado, declaró que, debido a que Santa Rosa era una isla surgida tras el año 1929, al igual que otras islas, se debía  realizar "un proceso de asignación de común acuerdo entre Cancillerías, en los términos de los arreglos a que lleguen los dos países". Además, se detalló que el gobierno colombiano solicitó la reactivación de la COMPERIF (Comisión Mixta Permanente para la Inspección de la Frontera Colombo- Peruana), además de desconocer la creación del distrito de Santa Rosa de Loreto al no haber pasado por un proceso de asignación.  Por su parte, la cancillería peruana emitió un pronunciamiento mediante la cual rechazó las declaraciones de Gustavo Petro y detalló que la Isla Santa Rosa, al ser parte de la Isla Chinería, había sido asignada al Perú en 1929 y que "el ejercicio de la jurisdicción en dicho territorio corresponde de manera incuestionable a la República del Perú, en virtud de los tratados interamericanos y bilaterales, en particular el Tratado de Límites Salomón-Lozano de 1922 y el Tratado de Navegación, Comercio y Límites de 1934" en referencia a la creación del distrito de Santa Rosa de Loreto.
El 6 de agosto, Petro reiteró su posición a través de su cuenta de X, además de criticar a la prensa colombiana. Anunció que para el 7 de agosto iba a reivindicar la frontera sur. Por su lado, la Mancomunidad Regional Amazónica rechazó las declaraciones del mandatario colombiano. Se informó de la llegada de elementos del ejército peruano a Santa Rosa.

### Petro en Leticia
El 7 de agosto, en Leticia, declaró que Colombia no reconocía la soberanía peruana sobre Santa Rosa ya que "no ha sido asignado" añadiendo que se desconocía a las autoridades peruanas, que denominó como "de facto", de la zona. Petro anunció que iba a llevar el conflicto al COMPERIF y luego a las instancias internacionales añadiendo que "no soy un hombre de guerra, pero sé bien de guerras". Mientras tanto, Eduardo Arana, premier peruano, fue con su gabinete a Santa Rosa para realizar una campaña de acción social.  Tras las declaraciones de Petro, Arana, con autorización de la presidenta Dina Boluarte (que se encontraba en el extranjero), emitió una declaración en donde rechazaba las declaraciones de Petro, reafirmaba la soberanía peruana sobre Santa Rosa y que aunque el Perú era un país que dialogaba era "firme en la defensa de nuestro territorio e intereses" rechazando problemas limítrofes con Colombia.  Se informó que la bandera peruana, que se encontraba flameando junto a las banderas colombiana y brasileña, fue retirada de Leticia.
Desde Japón, en donde se encontraba de viaje oficial, Boluarte dio un mensaje a la Nación en la que reafirmó la soberanía de la Isla Chinería, de la que es parte Santa Rosa, y declaró que no había nada pendiente con Colombia. El congreso peruano, mientras tanto, aprobó mociones de rechazo a las declaraciones de Petro y respaldaron la posición de defender la soberanía nacional.

### Incidente del avión colombiano
El 7 de agosto, luego de la alocución de Petro, se detectó que un avión colombiano sobrevoló sobre Santa Rosa.
Debido al incidente del avión colombiano, que fue identificado como un Super Tucano, el gobierno peruano pidió explicaciones al gobierno colombiano debido a que se había realizado sin la autorización correspondiente, sin embargo, las explicaciones dadas por el gobierno colombiano fueron calificadas de insatisfactorias. Ante ello, el gobierno peruano presentó una nota de protesta ante Colombia, además de expresar su rechazo a tal acto.

### Incidente de los policías colombianos
Además, el 8 de agosto se informó que la marina peruana impidió el ingreso de policías colombianos a Santa Rosa. Según se reportó, los policías colombianos argumentaron que iban a realizar una operación de supervisión en el lugar, pero finalmente se retiraron.

### Izamiento de bandera colombiana en Santa Rosa
El 11 de agosto se informó de la presencia de la bandera colombiana en la zona denominada como "la punta de Santa Rosa" (debido a que se ubica al extremo de Santa Rosa, frente a Brasil). Según los testimonios recopilados, tres lanchas colombianas cruzaron el río y colocaron la bandera izada en un asta. Al ser descubiertos, las lanchas huyeron del lugar, siendo una de las lanchas interceptadas por algunos pobladores, quienes le reclamaron su actuar mientras la lancha se retiraba hacia Colombia. Luego, tras ser informados, se constituyeron al lugar personal del ejército, la marina y la policía peruana. El hecho fue considerado por Yovera como un acto de provocación. Posteriormente, la bandera colombiana fue retirada por las autoridades peruanas. La cancillería sacó un comunicado declarando que dicha acción "no contribuye a la histórica convivencia armónica y pacífica que existe".
Al día siguiente, 12, Daniel Quintero, ex alcalde de Medellín y precandidato presidencial para las elecciones colombianas de 2026, subió un video a través de sus redes sociales donde se le vio poniendo la bandera en Santa Rosa declarando que no iba a dejar perder el acceso al Amazonas a manos de Perú.
El 13 de agosto, miembros de las fuerzas armadas peruanas y pobladores de Santa Rosa izaron una bandera peruana mientras cantaban el himno nacional en el lugar donde Quintero izó la bandera colombiana.

### Incidente de los topógrafos colombianos
El 12 de agosto, dos topógrafos de nacionalidad colombiana fueron descubiertos en Santa Rosa realizando mediciones del lugar y detenidos por la policía peruana. Al ser cuestionados por un periodista de TV Perú, los topógrafos mencionaron que estaban construyendo un muelle desde hacia ocho años en su parte de la frontera siendo enviados a Santa Rosa. Tras ser intervenidos, declararon que ambos eran naturales de Bogotá y Leticia y mencionaron que se encontraban realizando trabajos de demarcación para una constructora colombiana. Con ellos, se intervino un GPS satelital. Los topógrafos colombianos fueron identificados como Jhon Wilington Amias López y Carlos Fernando Sánchez Ortegón, quienes fueron trasladados a la comisaría del lugar.
El 13 de agosto, Petro publicó un mensaje en X donde calificó la detención de los topógrafos como un "secuestro". Mientras tanto, el Poder Judicial peruano dictó siete días de detención preliminar contra los topógrafos para realizar las indagaciones correspondientes, siendo ambos investigados por el presunto delito de atentado contra la soberanía nacional.

### Visita de Dina Boluarte a Santa Rosa
El 15 de agosto, Boluarte llegó a Santa Rosa para una actividad oficial en el lugar en donde reafirmó la soberanía peruana de Santa Rosa y presentó un plan de mejoras del transporte y los servicios del lugar. 